# Cándido Ramírez
Cándido Saul Ramírez Montes (León (México), 5 de junho de 1993) é um futebolista profissional mexicano que atua como meia-atacante, atualmente defende o Club Atlas.

## Carreira
Cándido Ramírez fez parte do elenco da Seleção Mexicana de Futebol na Copa América de 2016.